# Peter Laird

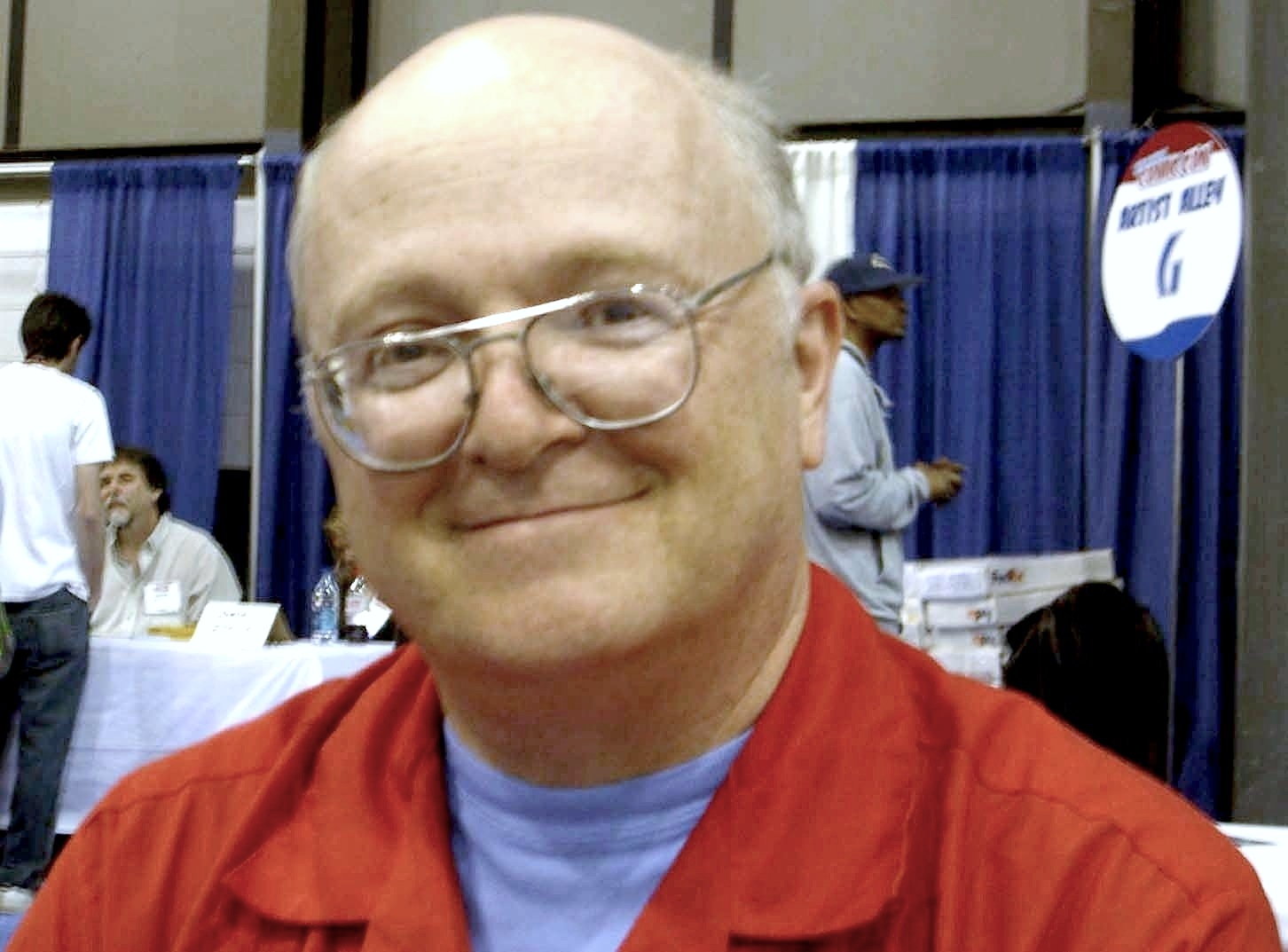
Peter Laird

Peter Laird (ur. 27 stycznia 1954 w North Adams w stanie Massachusetts w USA) – amerykański rysownik i scenarzysta komiksowy. 
Jest współtwórcą (wraz z Kevinem Eastmanem) postaci Wojowniczych Żółwi Ninja (Teenage Mutant Ninja Turtles). Z kolei wraz z Jimem Lawsonem stworzył komiks Planet Racers.